# 阿納馬默特山
68°11′S 67°0′W / 68.183°S 67.000°W
阿納馬默特山（英語：Anemometer Hill）是南極洲的山峰，座標68°11′S 67°0′W / 68.183°S 67.000°W，位於葛拉漢地的瑪格麗特灣，處於斯托寧頓島，海拔高度25米（80英尺），由美國探險隊測量，現時由南極條約體系管理。